# دينيس سيلفا
دينيس سيلفا (28 ديسمبر 1985 بمارانهاو في البرازيل - ) هو لاعب كرة قدم برازيلي في مركز الدفاع. لعب مع نادي إنتر باكو ونادي خزر لنكران ونادي غاما ونادي نيفتشي باكو ونادي غريميو بارويري ونادي إمبراتريز.

## وصلات خارجية
- دينيس سيلفا على موقع قاعدة بيانات كرة القدم.إي يو (الإنجليزية)
- دينيس سيلفا على موقع Soccerway.com (الإنجليزية)
- دينيس سيلفا على موقع عالم كرة القدم.نت (الإنجليزية)